# Crusafontia
O Crusafontia era um mamífero primitivo que vivia na Europa no início do Cretáceo. Ficou conhecido a partir da descoberta de alguns dentes, e da reconstituição baseada em esqueletos de parentes próximos. Provavelmente se parecia com um pequeno esquilo, media cerca de 10,2 centímetros e vivia em árvores. Sua dieta era composta de nozes, frutas e sementes. Como os ossos do quadril sugerem o parto de um filhote imaturo, o Crusafontia pode ter sido um marsupial.